# Botany Bay
Koordinaten: 33° 59′ 0″ S, 151° 11′ 0″ O

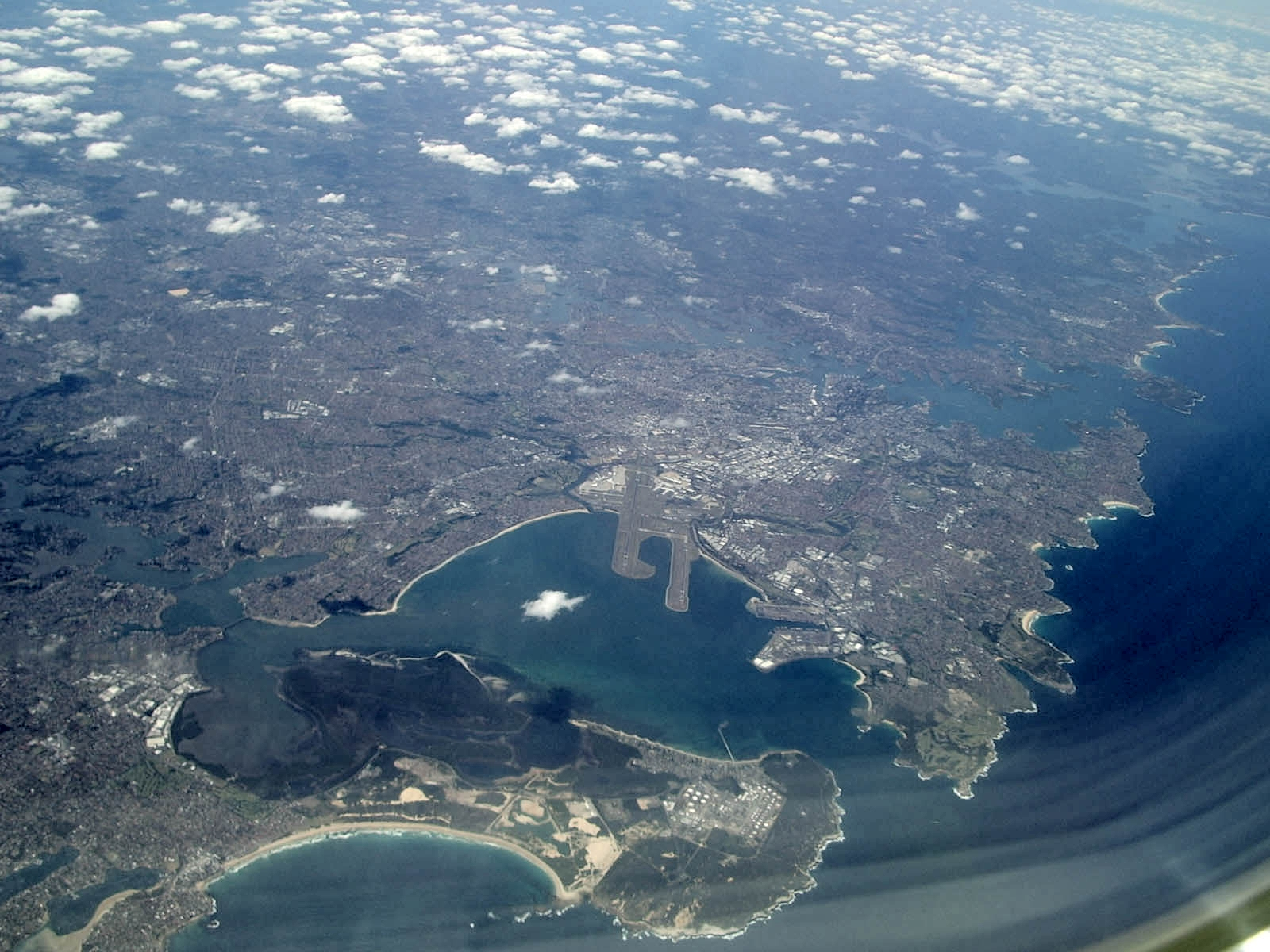
Luftaufnahme der Botany Bay

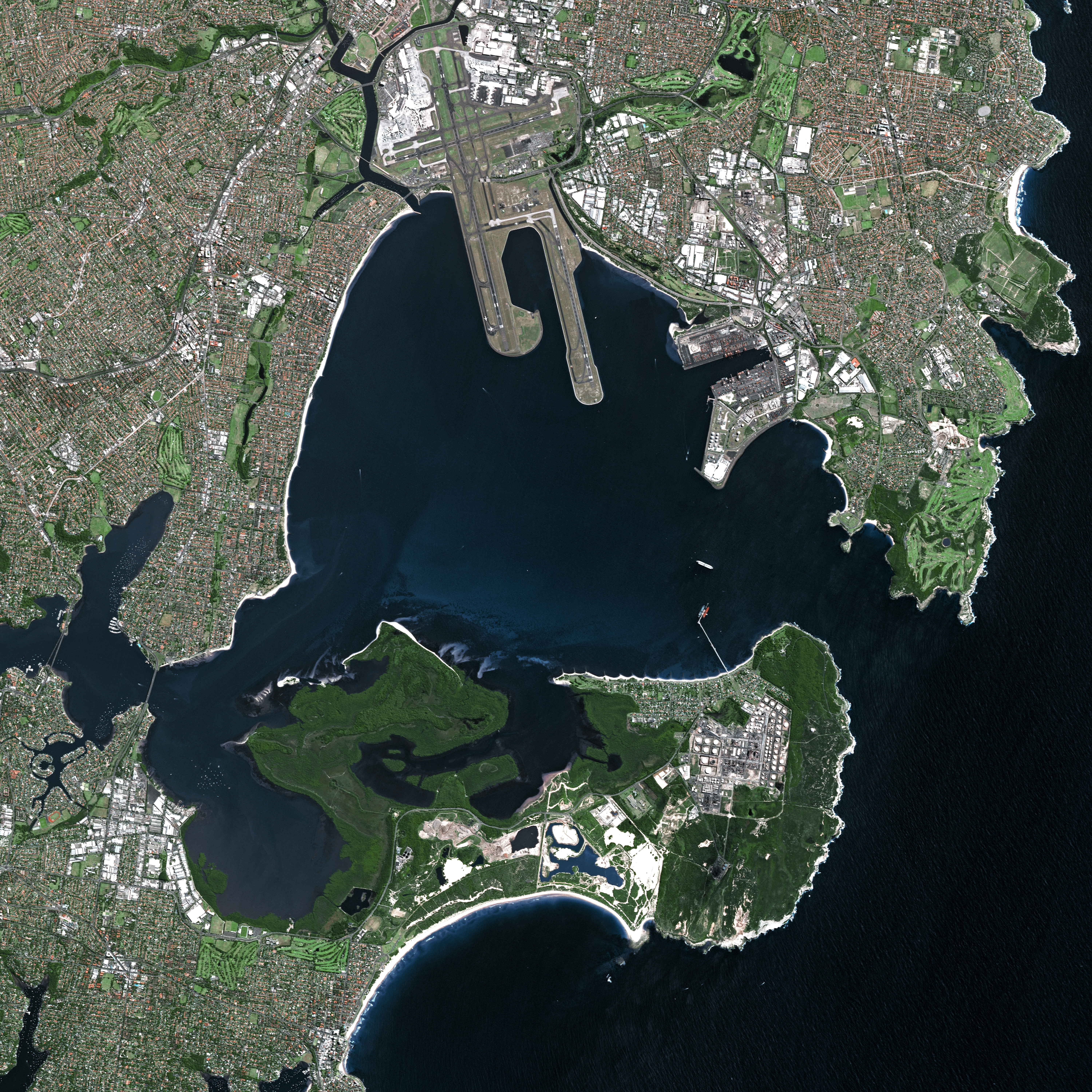
Satellitenbild (2005)

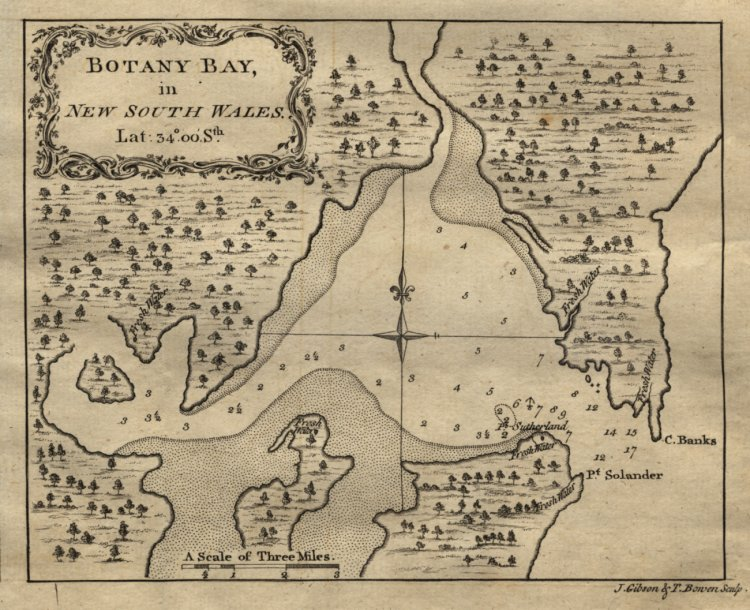
Karte der Bucht von 1773 nach den Vermessungsdaten Cooks

Die Botany Bay (deutsch Botanikbucht) ist eine große Bucht im Stadtgebiet Sydneys, etwa sieben Kilometer südlich des Central Business Districts (Stadtzentrum). Am 29. April 1770 wurde sie Schauplatz der ersten Landung der Briten an der Ostküste Australiens durch James Cook.
Die Portugiesen hatten den Kontinent schon im 16. Jahrhundert mehrmals besucht, die Holländer landeten erstmals 1606. Als Cook in der Botany Bay eintraf, befand er sich auf seiner ersten Weltumsegelung mit der Endeavour. Er nahm erste akkurate Vermessungen der Bucht und der australischen Ostküste vor, die teils bis Mitte des 20. Jahrhunderts genutzt wurden.
Zunächst erhielt die Bucht den Namen Stingray Bay, denn es wurden hier große Mengen Stachelrochen zur Ergänzung der Vorräte gefangen. Den heutigen Namen, auf Deutsch Botanik-Bucht, verdankt die Bucht dem Umstand, dass der Expeditionsfinanzier und Botaniker Sir Joseph Banks und sein Zeichner Daniel Solander, die Naturwissenschaftler der Expedition, von der vorgefundenen Artenvielfalt der Pflanzen geradezu euphorisch begeistert waren. Cook benannte daher auch die Begrenzungen der Bucht Cape Banks (N) und Point Solander (S). Die beiden Landzungen und das angrenzende Land bilden den kleinen Botany-Bay-Nationalpark, dessen Südseite Gedenkstätten der Landung und Entdeckung 1770 beherbergt.
Trotz der Empfehlung Cooks gegenüber der Regierung in London erfolgte die Anlandung deportierter britischer Strafgefangener ab 1788 nicht in der Botany Bay, sondern in der nördlich gelegenen und später Port Jackson benannten Bucht.
Kurz nach der Ankunft der First Fleet traf eine französische Expedition unter Jean-François de La Pérouse in der Botany Bay ein. Ihm zu Ehren trägt ein Stadtteil Sydneys an der Nordseite der Bucht seinen Namen.
Heute befindet sich in der Bucht der aufgeschüttete Containerhafen Port Botany, eine Erdölraffinerie und der größte Flughafen Australiens, der Kingsford Smith International Airport. In den Dünen der Südseite wurde unter anderem der Film Mad Max 3 gedreht.
Das Stadtgebiet nördlich der Bucht heißt Botany Bay City.

## Kulturelle Rezeption

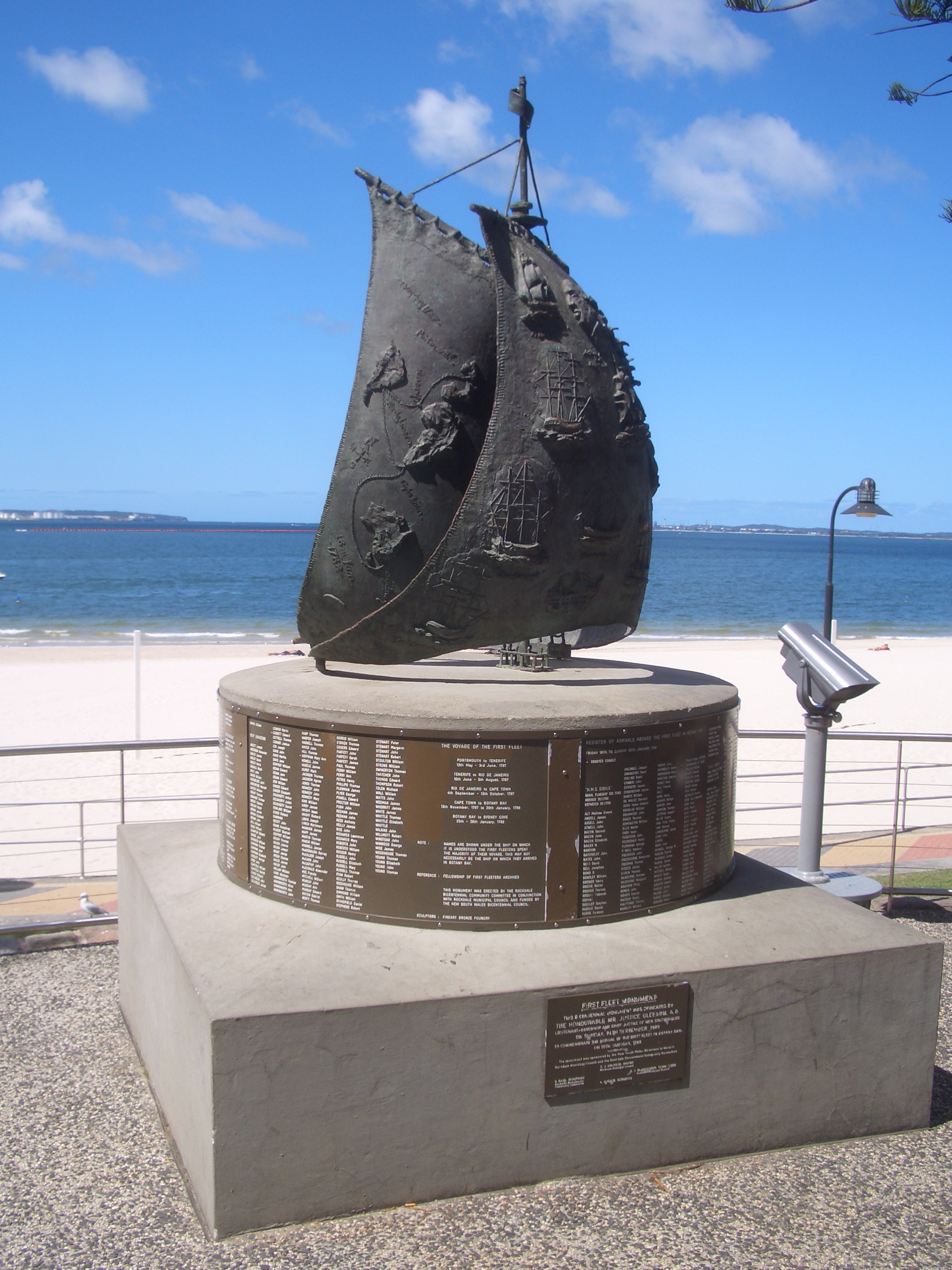
Bicentennial Monument zum Gedenken der Landung der First Fleet unter Arthur Phillip im Jahre 1788

Im Science-Fiction-Franchise Star Trek findet der Name Botany Bay Verwendung für das Raumschiff von Khan Noonien Singh (Raumschiff Enterprise, Staffel 1, Episode 22: Der schlafende Tiger und Star Trek II: Der Zorn des Khan).
Im Text des irischen Volkslieds „Fields of Athenry“ heißt es: „As that prison ship sailed out against the sky; sure she'll wait and hope and pray, for her love in Botany Bay“. Diese Zeilen beziehen sich auf eine Frau, deren Ehemann während der irischen Hungersnot Mitte des 19. Jahrhunderts wegen Getreidediebstahls zur Deportation nach Australien verurteilt wurde. Auch in der australischen Ballade Jim Jones at Botany Bay steht die Bucht symbolisch für die Deportationen. Das Lied wurde 2015 durch den Film The Hateful Eight von Quentin Tarantino weltweit bekannt.